# Golling an der Erlauf
Golling an der Erlauf település Ausztriában, Alsó-Ausztria tartományban, a Melki járásban. Tengerszint feletti magassága 215 méter, területe 2,71 km².

## Elhelyezkedése
Golling an der Erlauf Krummnußbaum, Pöchlarn és Erlauf településekkel határos.

## Népesség
| 2016 | 1 496 |
| 2018 | 1 514 |